# Carl Gustaf Tornquist
Carl Gustaf Tornquist, född 1757 i Karlskrona, död där 1808, var en svensk sjömilitär och krigshistorisk författare. 
Tornquist antogs 1768 till elev vid sjökadettskolan och utnämndes 1779 till fänrik vid amiralitetet. Åren 1780–1783 var han anställd i fransk örlogstjänst som enseigne de vaisseau. Tornquist deltog därunder ombord på linjeskeppet Le vaillant i greve de Grasses sjötåg till Västindien och Nordamerikas farvatten 1781. Han skötte sig så väl, att han för en tid fick befäl över en örlogsskonert. I slutet av oktober samma år kommenderades han på linjeskeppet Northumberland, när flottan återgick till Västindien. Sedermera var han med i de stora sjöaktionerna 1782 i Västindien samt i de strider, som franska flottan under markis de Vaudreuils befäl samma år utkämpade utanför Nya Englands kuster. Jämte Vaudreuils eskader återkom Tornquist 1783 till Brest samt utmärktes med orden Pour le mérite militaire och en gratifikation på 1 200 livres. Efter återkomsten till hemlandet, sommaren 1783, befordrades Tornquist till löjtnant vid amiralitetet. En tid därefter kallades han till medlem av örlogsmannasällskapet, till vilket han inlämnade sitt första krigshistoriska verk, Grefve de Grasses sjöbatailler och krigsoperationerne uti West-Indien, ifrån början af år 1781 til krigets slut; med dertil hörande historiske anmärkningar (1787), ett värdefullt, även av engelska militärförfattare anlitat arbete. Tornquist beslöt därefter att skriva svenska flottans historia. Frukten av hans forskningar blev det för äldre svensk sjökrigshistoria banbrytande arbetet Utkast till swenska flottans sjötåg (2 delar, 1788), åtföljt av en förklaring över i arbetet använda sjötermer. Under 1788 års krig deltog Tornquist i slaget vid Hogland (17 juli), befordrades kort därefter till kapten och råkade senare på året i rysk fångenskap, då linjeskeppet Gustaf Adolf, på vilket han var kommenderad, under kryssning i Finska viken i sikte av fienden stötte på ett då okänt grund, blev taget och uppbränt. Efter fredsslutet (1790) blev han fri och blev samma år adjutant vid kadettskolan först i Karlskrona, sedan på Karlberg samt utnämndes 1793 till major. Han återvände 1797 till Karlskrona, där han höll föreläsningar i sjötaktik för de yngre officerarna. Som överstelöjtnant, sedan 1799, förde Tornquist befäl på fregatten Thetis under en expedition till Medelhavet 1800–1803 för att konvojera svenska handelsfartyg och göra upp tvisterna mellan Sverige och Barbareskstaterna. Då bejen av Tripolis därvid framställde alltför överdrivna fordringar, blockerade Tornquist hans huvudstad. Under 1808 års krig kommenderade Tornquist linjeskeppet Dristigheten. Då han på hösten återkommit till Karlskrona, avled han i fältfebern.